# Armée de l'air de l'armistice
L'Armée de l'air de l'armistice, citata anche come Armée de l'Air de Vichy, fu la componente aerea delle forze armate della Repubblica di Vichy istituita in seguito all'invasione nazista della Francia e all'armistizio da questa stipulato nel 1940.
L'Armée de l'air de l'armistice rimase operativa tra il dicembre 1940 ed il dicembre 1942 e in gran parte servì a difendere i territori all'estero della Francia di Vichy.

## Storia
Dopo la sconfitta della Francia, il maresciallo Henri-Philippe Pétain firmò l'armistizio con la Germania, il 22 giugno 1940. Ciò non fu però la fine dell'aeronautica francese. L'arma presto si divise in due campi: coloro che erano fuggiti dalla Francia e si erano uniti alle Forces françaises libres (Forze (armate) della Francia libera) e quelli che rimasero e volarono nell'Armée de l'air de l'armistice per conto del governo di Vichy. Inizialmente i tedeschi volevano sciogliere completamente la forza aerea, e tutto il personale doveva essere smobilitato entro la metà di settembre. Tuttavia, il 3 luglio 1940 la Royal Navy britannica attaccò la flotta francese ancorata nei porti algerini di Orano e Mers-el-Kébir. Irritati, i francesi ruppero ogni rapporto con i britannici. I tedeschi decisero quindi l'addestramento di una forza aerea francese di Vichy.

### Difesa degli interessi di Vichy

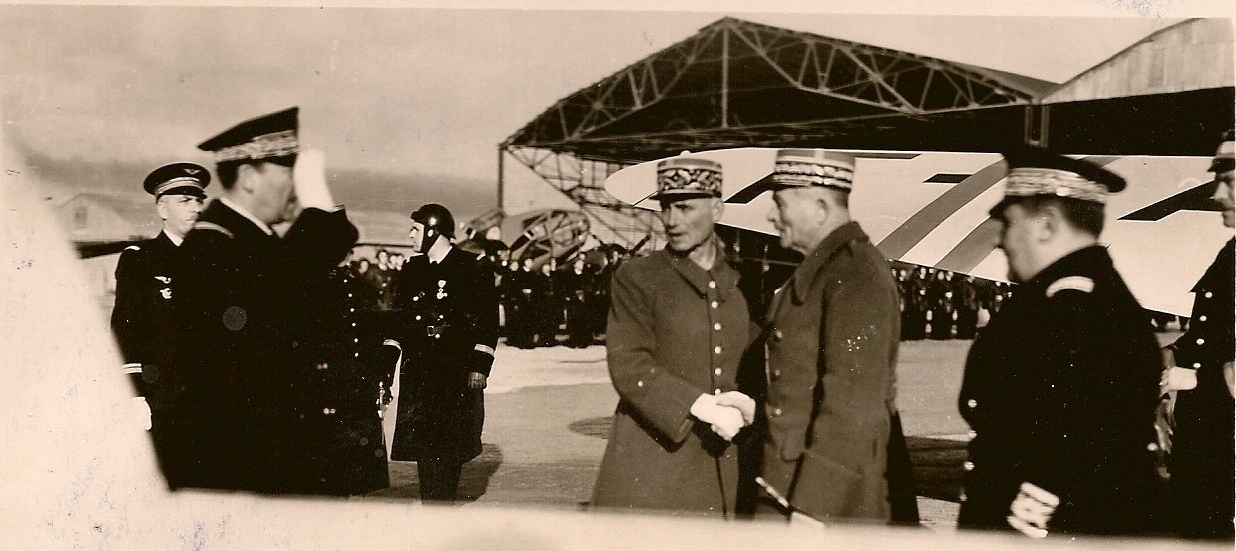
Base aerea 144 Aïn Arnat (Algeria) della Armée de l'air de l'armistice, ispezione del Ministro della difesa, generale Weygand, accompagnato dall'ammiraglio Jean-Marie Charles Abrial e dal generale Noguès.

In un parallelo di quello che era successo in Germania dopo la prima guerra mondiale, il governo francese, ora con la sua sede trasferita a Vichy, scelse di accettare i termini tedeschi per un esercito ed una marina ridotti, entrambi i quali sarebbero stati abbastanza forti solo per mantenere l'ordine in Francia e nelle sue colonie. La Germania ordinò che gli aerei militari che erano sopravvissuti alla campagna di Francia, tra cui quelli ora di stanza in Tunisia, Algeria e Marocco, dovevano essere ceduti del tutto o già smontati, o tutti distrutti - ancora un parallelo di ciò che accadde all'aeronautica militare della Germania nel 1919.
Tuttavia, l'aeronautica militare di Vichy venne risparmiata (per il momento) dall'inesistenza a causa delle conseguenze di un evento che avrebbe danneggiato, se non del tutto cambiato, il rapporto tra la Francia occupata e la Gran Bretagna libera. Winston Churchill non aveva alcuna intenzione di permettere alle navi capitali della Marina Francese di rimanere intatte purché non vi fosse alcuna possibilità di farle diventare appendici della Kriegsmarine (la marina militare tedesca).
Churchill autorizzò un piano - nome in codice "Operazione Catapult" - per una formazione navale britannica (Forza H) con sede a Gibilterra di navigare al porto di Mers-el-Kébir, nei pressi di Orano nell'Algeria francese. Quattro navi capitali ed altre imbarcazioni erano di stanza a Mers-el-Kebir, la Forza H doveva persuadere l'ammiraglio Marcel-Bruno Gensoul a disobbedire agli ordini di Vichy e togliere le sue navi dalla guerra in Europa; navigando nei porti britannici o nelle colonie francesi in Estremo Oriente o anche negli Stati Uniti (ancora neutrali). La proposta venne sonoramente respinta, quindi l'Ammiraglio della Royal James Somerville diede l'ordine di distruggere le navi francesi. 1 297 marinai francesi morirono durante l'attacco, una corazzata francese venne affondata e altre due gravemente danneggiate. L'incidente discreditò i britannici agli occhi francesi e diede ai tedeschi uno strumento di propaganda d'oro posizionando i britannici come veri nemici della Francia. Il 18 luglio, l'aeronautica militare francese bombardò senza troppa convinzione Gibilterra in risposta all'attacco sulla flotta francese. Il bombardamento fece pochi danni.
I governi di Vichy e Berlino decisero, a malincuore, che l'Armée de l'air de l'armistice era ancora necessaria nel caso in cui gli interessi francesi fossero stati attaccati dai britannici ancora una volta - e, naturalmente, per attaccare i britannici stessi. Goering ordinò che tutti i velivoli dell'Aeronautica Militare della Francia di Vichy d'ora in poi fossero identificati da marcature speciali sulla fusoliera e sui piani di coda di ciascuno. Inizialmente, la fusoliera posteriore e i piani di coda (escluso il timone) furono dipinti di un giallo brillante, anche se le marcature vennero successivamente modificate in modo che esse raggruppassero strisce rosse e gialle orizzontali. In tutti i casi, i contrassegni nazionali (la coccarda sulla fusoliera ed il tricolore sul piano di coda) vennero conservati come prima.
Quasi tre mesi dopo, il 23 settembre 1940, l'aeronautica di Vichy rivide l'azione quando i britannici provarono a conquistare Dakar, la capitale dell'Africa Occidentale Francese (attuale Senegal). Come a Mers-el-Kébir, dopo un tentativo fallito di convincere la Francia di Vichy ad unirsi alla causa alleata, le forze francesi libere e i britannici attaccarono le forze di Vichy. Tuttavia, questa volta la Francia di Vichy riuscì a respingere gli attacchi siluro dei bombardieri inglesi lanciati dalla portaerei HMS Ark Royal nel corso di diversi giorni di combattimenti con perdite solamente leggere dalla loro parte.
Il 24 settembre, in risposta all'attacco britannico a Dakar, l'aeronautica di Vichy bombardò le strutture britanniche a Gibilterra dalle basi francesi in Nord Africa. Il bombardamento si fermò il giorno successivo - lo stesso giorno in cui i britannici si ritirarono da Dakar - ma solo dopo che Gibilterra subisse pesanti danni.
Le unità dell'aeronautica di Vichy situate in Siria videro l'azione contro i britannici a partire dall'aprile 1941, quando un coup d'état in Iraq installò brevemente il nazionalista Rashid Ali al-Gilani come primo ministro al fine di garantire le forniture di petrolio vitali a Kirkuk (sotto controllo britannico dal 1934) nell'Iraq nord-occidentale ai nazionalisti pro-Asse che volevano che i britannici fossero espulsi dal paese. Tuttavia, la Royal Air Force (RAF) situata ad Habbaniya resistette ai nazionalisti, e nin maggio i britannici, gli indiani e l'"Iraqforce" del Commonwealth invasero l'Iraq via Bassora. La conseguente guerra anglo-irachena si concluse con la sconfitta dei nazionalisti alla fine di maggio e il ripristino di un governo filo-Alleato in Iraq.
Le operazioni alleate durante la guerra anglo-irachena inclusero attacchi contro le basi aeree di Vichy in Libano e in Siria, che servirono come posti di sosta per le unità della Regia Aeronautica e della Luftwaffe per volare a Mosul a sostenere il coup nazionalista iracheno. Prima che la campagna in Iraq fosse finita, gli Alleati decisero di attaccare le forze di Vichy in Siria e Libano ed occupare quei paesi. L'aeronautica della Francia di Vichy era relativamente forte all'inizio della campagna. Nel 1940, molti dei velivoli di stanza in Siria e in Libano erano stati rimandato in Francia. Ciò lasciò la Francia di Vichy con solo un certo numero di modelli obsoleti. Tuttavia, allarmata dalla crescente minaccia d'invasione, Vichy inviò un gruppo di caccia dall'Algeria. Una volta iniziato il combattimento, altri tre gruppi vennero portati dalla Francia e dal Nord Africa. Ciò portò la forza dell'aeronautica della Francia di Vichy in Libano e in Siria fino a 289 velivoli, di cui circa 35 caccia Dewoitine D.520 e alcuni nuovi bombardieri leggeri statunitensi Glenn Martin 167. Ciò diede inizialmente alla Francia di Vichy un vantaggio numerico sopra le unità aeree alleate.
L'invasione iniziò l'8 giugno 1941. Gli squadroni della RAF e della Royal Australian Air Force (RAAF) lanciarono attacchi diretti agli aeroporti di Vichy, distruggendo molti aerei francesi sul terreno. I D.520 del GC III/6, II/3 e dell'escadrille 1AC affrontarono gli Alleati in combattimenti aria-aria, dove sostennero 31 uccisioni sugli aerei britannici e australiani, mentre la perdita di 11 di loro in combattimento aereo e 24 di per fuoco AA, incidenti e attacchi ai loro aeroporti. Tuttavia, il N. 3 Squadron RAAF - che era stato appena convertito ai nuovi P-40 Tomahawk I - sostenne cinque D.520 distrutti per la perdita di un P-40 in combattimento aereo. In tutto furono 179 i velivoli di Vichy perso durante la campagna, molti dei quali distrutti quando erano ancora a terra. A metà luglio 1941, dopo le pesanti perdite, le forze della Francia di Vichy si arresero agli Alleati in Siria e in Libano.

### Operazione Torch
Le ultime grandi battaglie contro le forze alleate, in cui l'aeronautica della Francia di Vichy prese parte, ebbero luogo durante l'Operazione Torch, lanciata l'8 novembre 1942 come invasione alleata del Nord Africa. Di fronte alla task force della U.S. Navy guidata dal Marocco, che consisteva delle portaerei USS Ranger, Sangamon, Santee e Suwannee, erano, in parte, gli squadroni di Vichy situati presso Marrakech, Meknès, Agadir, Casablanca e Rabat, che tra loro avrebbero potuto radunare circa 86 caccia e 78 bombardieri. Nel complesso, gli aerei avrebbero potuto essere vecchi rispetto ai F4F Wildcats della marina americana, eppure erano ancora pericolosi e capaci nelle mani di veterani che avevano visto l'azione sia contro i tedeschi che contro gli inglesi dall'inizio della guerra.
Gli F4F attaccarono il campo d'aviazione a Rabat-Salé intorno alle 07.30 dell'8 e distrussero nove bombardieri Leo 451 del GB I/22, mentre la serie completa di un'unità di trasporto di vario tipo venne quasi completamente spazzata via. A Casablanca, i bombardieri SBD in picchiata riuscirono a danneggiare l'incrociatore francese Jean Bart e gli F4F mitragliarono i bombardieri del GB I/32 al campo d'aviazione Camp Cazes, alcuni dei quali esplosero, dato che erano pronti per il decollo con le bombe già a bordo, garantendo in tal modo che la loro missione non andasse avanti. Anche se la marina americana non ebbe tutta la stessa strada, dato che molti piloti F4F furono abbattuti e fatti prigionieri.
Il giorno della vittoria il conteggio dei velivoli nemici abbattuti dai piloti da caccia francesi era pari a sette confermati e tre probabili, eppure le loro perdite vennero considerate pesanti - cinque piloti uccisi, quattro feriti e 13 aerei distrutti o in combattimento o a terra - se si considera che il GC II/5, situato a Casablanca, aveva perso solo due piloti uccisi durante tutta la campagna di sei settimane in Francia due anni prima. Nel frattempo, gli F4F dello US Navy Fighter Squadron VF-41 della USS Ranger mitragliò e distrusse tre bombardieri statunitensi Douglas DB-7 del GB I/32, che venivano riforniti di carburante e riarmati a Casablanca, lasciando soli gli altri tre non danneggiati.
Tuttavia, essendo stato rinforzato di altri due bombardieri, il GB I/32 effettuò una missione di bombardamento contro le spiagge di Safi, dove la mattina seguente sbarcarono molti soldati statunitensi. Uno dei bombardieri venne danneggiato e tentò di fare un atterraggio forzato, solo che esplose al contatto con il suolo, uccidendo l'intero equipaggio. I caccia dell'unità GC I/5 persero quattro piloti in combattimento quel giorno (9 novembre) e fu lo stesso giorno che l'Adjudant (maresciallo) Bressieux ebbe l'onore di diventare l'ultimo pilota dell'aeronautica della Francia di Vichy a rivendicare una vittoria in combattimento, in questo caso un F4F del VF-9. Poco dopo, 13 F4F attaccarono il campo d'aviazione a Mediouna e distrussero un totale di 11 aerei francesi, di cui sei del GC II/5.
La mattina del 10 novembre 1942, le unità dell'aeronautica della Francia di Vichy in Marocco avevano solo 37 caccia pronte al combattimento e 40 bombardieri rimasti ad affrontare la potenza dei F4F della marina militare americana. Mediouna venne attaccata ancora una volta e molti dei combattenti vennero lasciati bruciare, mentre due ricognitori Potez furono abbattuti, uno da un F4F e l'altro da un SBD sopra il campo d'aviazione a Chichaoua, dove tre F4F avrebbero poi distrutto altri quattro Potez in un bombardamento d'attacco.
Alla fine, la presenza della Francia di Vichy in Nord Africa come alleato dei tedeschi si concluse il giorno dell'armistizio, l'11 novembre 1942, quando il generale Charles Noguès, comandante in capo delle forze armate di Vichy, richiese un cessate il fuoco - anche se ciò non impedì ad un'unità di aerei della U.S. Navy di attaccare il campo d'aviazione a Marrakech e distruggere diversi aerei francesi, a quanto pare su iniziativa del comandante dell'unità. Una volta che la richiesta di cessate il fuoco venne accettata, la guerra tra gli Alleati e la Francia di Vichy si concluse dopo due anni e mezzo di quella che venne definita lotta "fratricida".
"Torch" aveva portato ad una vittoria per gli alleati, anche se era giusto dire che i francesi non avevano altra scelta se non di coinvolgere gli americani, altrimenti gli americani (e lo fecero) si sarebbero impegnati da quando erano tecnicamente nemici. Come risultato, 12 piloti dell'aeronautica e 11 piloti della marina persero la vita negli ultimi quattro giorni di combattimento tra la Francia (Vichy) e gli Alleati durante la Seconda Guerra Mondiale. Appena due settimane dopo, i tedeschi invasero la zona allora occupata della Francia metropolitana e ordinarono la completa dissoluzione delle forze armate della Francia di Vichy il 1º dicembre 1942.

## Comandanti
Generale Jean C. Romatet: 23 settembre 1940 – 21 dicembre 1942

## Distintivi di riconoscimento
Dopo l'armistizio, l'aeronautica militare del nuovo governo continuò ad adottare la classica coccarda che già contraddistingueva la precedente Armée de l'air, ma gli aerei, per differenziarsi dalle forze fedeli alla Alleati del generale De Gaulle, furono dipinti con strisce longitudinali gialle e rosse alternate.

## Membri celebri
- Pierre Le Gloan - asso accreditato di 18 velivoli abbattuti di cui 7 con l'Armée de l'air de l'armistice.

## Velivoli utilizzati
Francia
(inclusa Vichy Aeronavale)
- Amiot 143 (bombardiere)
- Amiot 351 (bombardiere)
- Bloch MB.131 (bombardiere)
- Bloch MB.151, 152 & 155 (caccia)
- Bloch MB.174 (bombardiere)
- Bloch MB.200 (bombardiere)
- Breguet Bre.270 A.2 (ricognizione)
- Breguet Bre 521 Bizerte (idrovolante da ricognizione)
- Breguet Bre.693 & 695 (bombardiere)
- CAMS 37E (idrovolante da ricognizione)
- Caudron C.445 Goéland (trasporto)
- Caudron-Renault CR.714 Cyclone (caccia)
- Curtiss Hawk 75 (caccia)
- Dewoitine D.520 (caccia)
- de Havilland DH.82 Tiger Moth (addestratore)
- Douglas DB-7 B.3 (bombardiere)
- Farman F.222 (night bombardiere)
- Farman NC.223 (bombardiere/trasporto)
- Latécoère 298 (bombardiere)

- Latécoère 611 (idrovolante da pattuglia)
- Lioré et Olivier LeO H-257bis & 258 (bombardiere da pattuglia)
- Lioré-et-Olivier LeO 451 (bombardiere)
- Lioré et Olivier LeO H-47 (bombardiere idrovolante)
- Loire 130 (idrovolante da ricognizione)
- Loire-Nieuport LN.411 (bombardiere in picchiata)
- Martin 167F (bombardiere)
- Morane-Saulnier MS.230 (addestratore)
- Morane-Saulnier MS.406 (caccia)
- North American NA-57 (addestratore)
- North American NA-64 (addestratore/ricognizione)
- Potez 25 A-2/TOE (ricognizione)
- Potez 452 (idrovolante da ricognizione)
- Potez 631 (caccia)
- Potez 63.11 (ricognizione)
- Potez 650 (trasporto)
- Potez-CAMS 141 (idrovolante da ricognizione)
- Romano R.82 (addestratore)